# Pagothenia borchgrevinki
Pagothenia borchgrevinki Boulenger, 1902 è una specie di nototenide originaria dell'oceano Australe, dove è diffuso nel mare di Weddell, nel mare di Ross, nel mare di Davis, nella baia di Vincennes e attorno alla Costa Budd, alla Penisola Antartica, alle Orcadi Australi e alle Shetland Australi. Può vivere a profondità comprese tra la superficie e i 550 m, ma sotto i 30 m è molto raro. Spesso viene scorto lungo la superficie sommersa dei ghiacci alla ricerca di prede quali copepodi simpagici e krill. A sua volta, è preda del Gymnodraco acuticeps e del merluzzo antartico, Dissostichus mawsoni. Le proteine antigelo nel suo sangue gli impediscono di gelare nelle acque sottozero dell'Antartide
Può raggiungere i 28 cm di lunghezza totale ed è di colore giallo marcato da macchie e barre trasversali irregolari scure. Talvolta queste macchie possono essere presenti anche sulla pinna dorsale e caudale.